# Coordenadas cilíndricas
O sistema de coordenadas cilíndricas é muito importante, ele pode ser usado para simplificar os nossos estudos sobre integração múltipla. Este sistema foi concebido a partir da definição das coordenadas polares, em segunda instância, pode-se pensar nele como uma evolução do modelo polar adaptado para o espaço tridimensional.
Basicamente o sistema é composto por um subsistema polar na base de um cilindro circular, as coordenadas são: 
{\displaystyle (\rho ,\phi ,z)\,\!}
Basicamente, a distância da origem à projeção do ponto {\displaystyle P\,\!} sobre a base, que aparece como {\displaystyle Q\,\!}, é {\displaystyle \rho \,\!}, enquanto que a altura relativa do ponto à base, que aparece como {\displaystyle {\overline {QP}}\,\!}, podemos verificar que é {\displaystyle z\,\!}.

Definimos um ponto no espaço através da relação polar da base do cilindro, o que nos fornece as duas primeiras ordenadas, depois adicionamos a altura do ponto em relação a base que é a terceira ordenada. O sentido de rotação do ângulo na base é o mesmo usado para coordenadas polares, o que determina o sinal do ângulo. 
Podemos fazer a transformação de uma coordenada retangular em cilíndrica através das relações:
- {\displaystyle \rho ^{2}=x^{2}+y^{2}\,\!}
- {\displaystyle \phi =\tan ^{-1}{\frac {y}{x}}}
- {\displaystyle z=z\,\!}

Da mesma forma, podemos definir as relações inversas, que nos dão os parâmetros de uma coordenada retangular a partir de uma coordenada cilíndrica:
- {\displaystyle x=\rho \cos(\phi )\,\!}
- {\displaystyle y=\rho \ {\mbox{sen}}(\phi )\,\!}
- {\displaystyle z=z\,\!}

## Aplicação ao cálculo integral
Caso queiramos calcular o integral triplo de uma certa região, usando o sistema de coordenadas cilíndricas, é necessário, além da transformação, multiplicar a função integranda pelo Jacobiano da transformação, neste caso {\displaystyle \rho }. 
Então:
{\displaystyle \iiint _{Q}f(x,y,z)dxdydz=\iiint _{C}f(\rho \cos(\phi ),\rho \operatorname {sen}(\phi ),z)\rho \ d\rho d\phi dz}